# Paladin (personnage)
Pour les articles homonymes, voir paladin (homonymie).
Le Paladin, parfois Templier ou Croisé, est une classe de personnage dans certains jeux vidéo et jeux de rôle sur table. Elle représente grossièrement des personnages de type « guerrier saint », combinant les caractéristiques de la classe des guerriers et de celle des clercs (en). La première version de cette classe de personnage apparait probablement dans la série de jeux Donjons et Dragons.
Le côté guerrier de la classe est généralement modelé à l'image légendaire et chevaleresque du chevalier errant en armure du moyen Âge central ou de la Renaissance. Le côté religieux s'inspire du rôle historique de garde du corps ou homme de main de Charlemagne, ou par les croisades, particulièrement d'ordres de chevalerie tels l'Ordre du Temple, l'Ordre de Saint-Jean de Jérusalem ou l'Ordre Teutonique.
Les caractéristiques de jeu de la classe des paladins met typiquement en avant le côté guerrier fort en armure lourde. De manière secondaire, il possède des habiletés ou pouvoirs magiques associés aux clercs, telles la capacité de guérir et une certaine protection contre les forces maléfiques.

## Selon les jeux

### Donjons & Dragons
Dans la série de jeux de rôle Donjons & Dragons, le paladin est obligatoirement d'alignement loyal bon.

### World of Warcraft

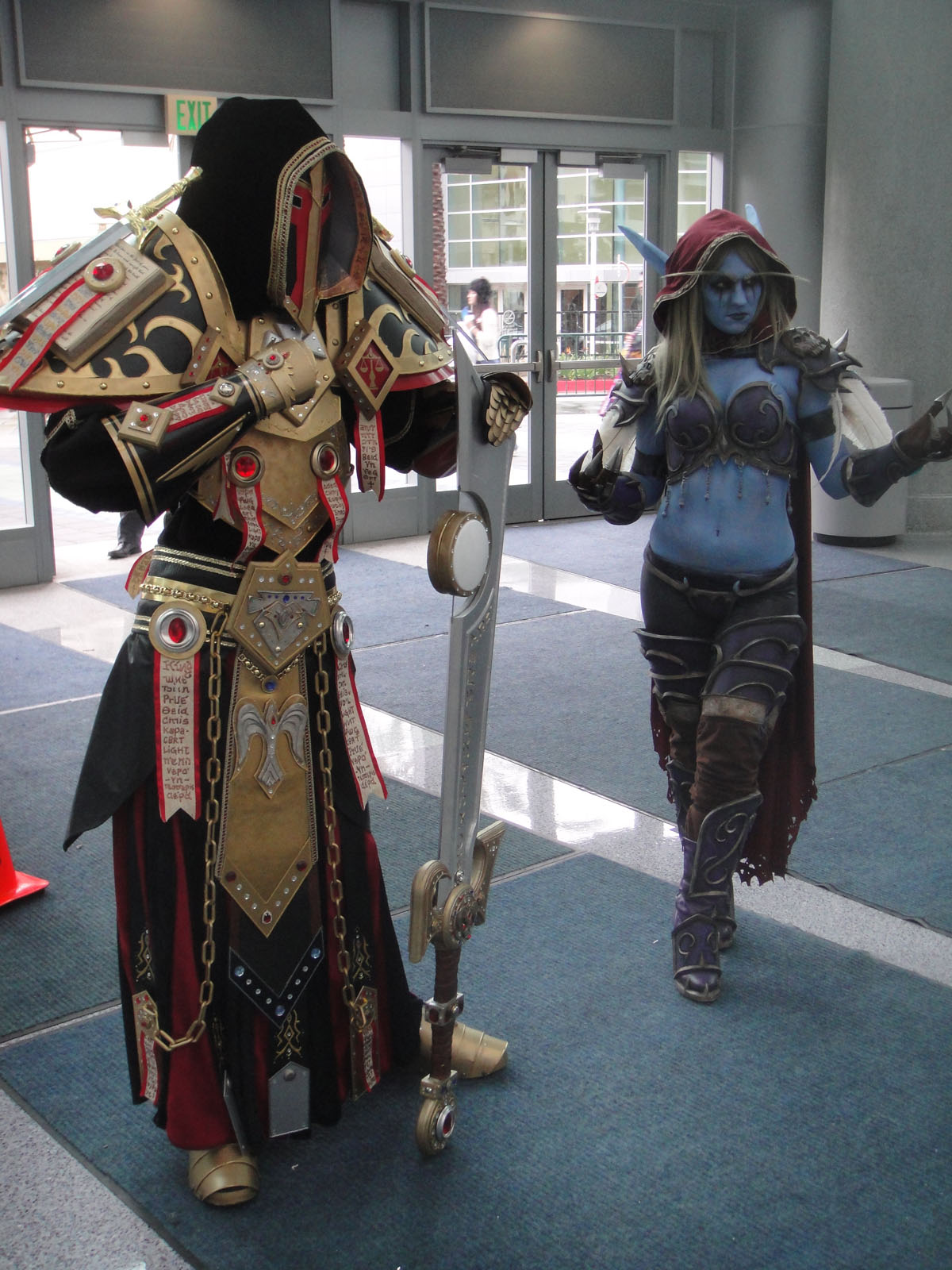
Un cosplay d'un paladin Tier 2 de Warcraft (gauche).

## L'anti-paladin
En 1980, le magazine Dragon publia une classe de personnage non-joueur inversée et maléfique du paladin : l'anti-paladin.
Une autre figure inversée du paladin est le Chevalier de la mort (Death Knight en anglais), publié dans le Fiend Folio en 1981, qui est un paladin mort-vivant déchu de son vivant et qui n'a pas pu se racheter avant sa mort.